# Fernando Talaverano Gallegos
Fernando Talaverano Gallegos, noto anche con il soprannome di Hernando Talaverano (Spagna, 1563 – Cile, 1619), è stato un avvocato e funzionario spagnolo che occupò temporaneamente il ruolo di governatore del Cile. Per la precisione fu governatore per dieci mesi in seguito alla morte di Alonso de Ribera, tra il marzo del 1617 ed il gennaio del 1618.